# Rene Pfeilschifter
Rene Pfeilschifter (* 1971 in Cham) ist ein deutscher Althistoriker. Seit 2012 ist er ordentlicher Professor für Alte Geschichte an der Julius-Maximilians-Universität Würzburg.

## Leben und Wirken
Rene Pfeilschifter wuchs in Pemfling auf. Er legte 1990 das Abitur am Robert-Schuman-Gymnasium Cham ab. Anschließend leistete er seinen Wehrdienst. Von 1991 bis 1997 studierte Pfeilschifter Alte Geschichte, Griechische Philologie und Lateinische Philologie an der Ludwig-Maximilians-Universität München. Er beendete sein Studium 1997 mit einer Magisterarbeit mit dem Thema Historisch-kritischer Kommentar zu Plutarchs Vita des Flamininus. Anschließend war Pfeilschifter von 1997 bis 2002 wissenschaftliche Hilfskraft und ab 2002 wissenschaftlicher Mitarbeiter am Lehrstuhl für Alte Geschichte der Technischen Universität Dresden.
Pfeilschifter wurde 2002 promoviert mit einer von Jakob Seibert in München angeregten und von Martin Jehne in Dresden betreuten Arbeit über Titus Quinctius Flamininus und die römische Griechenlandpolitik um 200 v. Chr. Von 2002 bis 2004 war er wissenschaftlicher Mitarbeiter am althistorischen Teilprojekt des Sonderforschungsbereichs 537 „Institutionalität und Geschichtlichkeit“ an der TU Dresden. Dort war Pfeilschifter von 2004 bis 2006 wissenschaftlicher Assistent Jehnes am Lehrstuhl für Alte Geschichte. Von 2006 bis 2008 hatte er ein Feodor-Lynen-Forschungsstipendium der Alexander von Humboldt-Stiftung an der Pennsylvania State University. Seit 2008 war er wiederum wissenschaftlicher Assistent am Lehrstuhl für Alte Geschichte der TU Dresden.
Pfeilschifters Habilitation erfolgte 2011 mit der Schrift Der Kaiser und Konstantinopel. Kommunikation und Konfliktaustrag im hauptstädtischen Interessengeflecht vom späten vierten bis zum frühen siebten Jahrhundert. Im Wintersemester 2011/2012 hatte er eine Lehrstuhlvertretung für Alte Geschichte an der Universität Duisburg-Essen inne. Im Januar 2012 nahm Pfeilschifter einen Ruf an die Universität Würzburg auf eine W3-Professur für Alte Geschichte an. Er trat dort am 1. April 2012 die Nachfolge von Karlheinz Dietz an. Von 2013 bis 2019 war Pfeilschifter Studiendekan der Philosophischen Fakultät I und von 2013 bis 2015 Geschäftsführer des Würzburger Altertumswissenschaftlichen Zentrums. Von 2019 bis 2023 war er Sprecher der DFG-Forschungsgruppe 2757 „Lokale Selbstregelungen im Kontext schwacher Staatlichkeit in Antike und Moderne“. Seit 2023 ist er einer der beiden althistorischen Fachgutachter im DFG-Fachkollegium 1.11 Alte Kulturen.
Pfeilschifter forscht schwerpunktmäßig zur Römischen Republik und zur Spätantike. Er legte mehrere Arbeiten zur politischen Kultur der Römischen Republik vor. Er veröffentlichte 2014 eine an breiteres Publikum gerichtete Überblicksdarstellung zur Spätantike, die den Zeitraum von 284 bis 641 behandelt. Seit 2018 ist er Mitherausgeber der Zeitschrift Millennium. Jahrbuch zu Kultur und Geschichte des ersten Jahrtausends n. Chr. und der Schriftenreihe Millennium-Studien. Studien zu Kultur und Geschichte des ersten Jahrtausends n. Chr.

## Schriften (Auswahl)
Monografien
- Die Spätantike. Der eine Gott und die vielen Herrscher. 2. aktualisierte Aufl. Beck, München 2017, ISBN 978-3-406-72021-5.
- Der Kaiser und Konstantinopel. Kommunikation und Konfliktaustrag in einer spätantiken Metropole (= Millennium-Studien. Studien zu Kultur und Geschichte des ersten Jahrtausends n. Chr. Band 44). De Gruyter, Berlin u. a. 2013, ISBN 978-3-11-026590-3 (überarbeitete Fassung der Habilitationsschrift, Technische Universität Dresden 2011).
- Titus Quinctius Flamininus. Untersuchungen zur römischen Griechenlandpolitik (= Hypomnemata. Untersuchungen zur Antike und zu ihrem Nachleben. Band 162). Vandenhoeck & Ruprecht, Göttingen 2005, ISBN 3-525-25261-7 (zugleich Dissertation, Technische Universität Dresden 2002/2003; Rezension).

Herausgeberschaften
- mit Martin Jehne: Herrschaft ohne Integration? Rom und Italien in republikanischer Zeit (= Studien zur alten Geschichte. Band 4). VA – Verlag Antike, Frankfurt am Main 2006, ISBN 3-938032-11-1 (Rezension).